# Ірен Сенгер-Бредт
Ірен Рейнхільд Агнес Елізабет Зенгер-Бредт (нім. Irene Reinhild Agnes Elisabeth Sänger-Bredt) — німецька вчена, інженер, математик і фізик. Їй приписують розробку запропонованого міжконтинентального космічного літака/бомбардувальника до та під час Другої світової війни.

## Життя і кар'єра

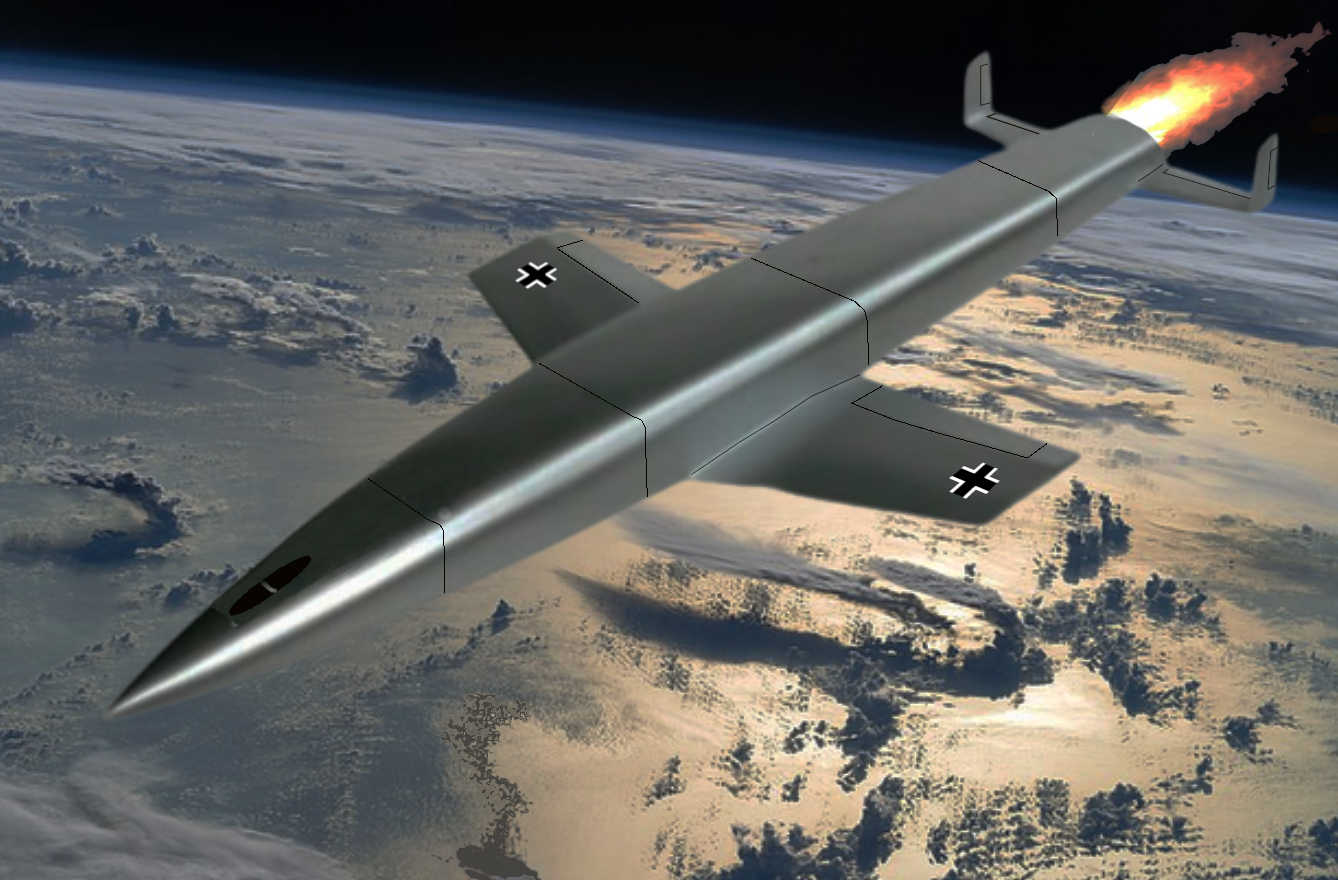
Проект Silbervogel суборбітального гіперзвукового бомбардувальника Ірен Зінгер-Бредт і Ойгена Зінгера в Третьому Рейху (художнє відтворення)

Ірен Бредт отримала ступінь докторки природничих наук у 1936 році. Її дисертація мала назву «Рентгенівські промені рідкісних земель». На її першу роботу її залучив тендер з декількома деталями маловідомого дослідницького центру авіації в Трауені, Німеччина. Бредт розпочала свою дослідницьку роботу як асистентка Ойгена Зенгера в цьому центрі ракетних досліджень. Сферою її діяльності стали проблеми термодинаміки та газокінетики, пов'язані з рідинними ракетами. У 1941 році вона очолила там кафедру фізики, а наступного року стала першою асистенткою Німецького науково-дослідного інституту планерного польоту в Айнрінґі. Її завданням було обслуговування та аналіз випробувальних польотів ПВРД.
У 1945 році Бредт переїхав до Парижа і працювала там дослідницею у тому ж районі, що й раніше, але тепер для Arsenal de l'Aéronautique, пізніше відомого як SNECMA. Одночасно вона була консультантом МАТРА в Парижі Біланкур, а також Технологічного інституту в Мадрасі, Південна Індія. У 1954 році, після одруження з Ойгеном Зенгером і народження сина, Зенгер-Бредт повернулася до Німеччини. Вона стала заступницею наукового директора Науково-дослідного інституту фізики реактивного руху, заснованого Ойгеном Зенгером у Штутгарті.
У 1960 році Сенгер-Бредт стала одним із засновників — єдиною жінкою — Міжнародної академії астронавтики. З 1963 року вона працювала інженером-консультантом з космічних питань для компаній Junkers і Bölkow (пізніше Messerschmitt-Bölkow-Blohm GmbH).
Ірен Зенгер-Бредт померла в 1983 році в Штутгарті, Німеччина, і на той час вона опублікувала 88 статей на теми, що стосуються природничих наук і науки про культуру.

## Почесті
У 1970 році Німецьке ракетне товариство нагородило Бредт золотою медаллю Германа Оберта за її виняткові наукові досягнення.